# Campalto
Campalto è una località del comune di Venezia, situata sulla terraferma e appartenente alla municipalità di Favaro Veneto.

## Geografia e urbanistica
L'abitato di Campalto sorge a sud di Favaro Veneto, affacciato sulla Laguna Veneta. Campalto rappresenta l'estremità sud-orientale della conurbazione di Mestre, in quanto forma un continuum urbano sia lungo via Orlanda (SS 14) sino al parco di San Giuliano, sia per tutta via Gobbi. Al centro della località, sviluppatosi sull'incrocio tra le attuali vie Orlanda e Gobbi, si sono aggiunti negli anni altri agglomerati: il più notevole è l'ex C.E.P. (dal 1994 Villaggio Laguna), un quartiere popolare sorto a partire dal 1969. In località Passo si trova anche un piccolo porto turistico.

## Attività sportive
A disposizione dei cittadini di Campalto, vi sono alcuni impianti sportivi, tra cui il campo di atletica leggera che si trova a Mestre, inizio di Viale San Marco, e le piscine di Mestre e parco Bissuola, queste strutture sono facilmente raggiungibili con i mezzi pubblici non ultimi ci sono il campo comunale di calcio "Giorgio Tonolo" e quello parrocchiale, retrostante alla chiesa principale del quartiere. Da citare inoltre la pista ciclabile, inaugurata nel 2010, che permette di partire da via Passo e arrivare fino al parco di San Giuliano, costeggiando quel tipico terreno denominato "barena", ambiente palustre da ammirare, che precede la laguna aperta.

## Origini del nome
Il toponimo "Campalto" è di chiara origine e serviva per indicare quelle terre che sorgevano sopraelevate rispetto al livello della Laguna. In passato, specialmente in riferimento alla parrocchia, era conosciuta anche come San Martino in Strata.

## Storia
L'economia di Campalto fu segnata dalla presenza della Laguna e l'attività agricola fu favorita solo con le opere di bonifica iniziate dalla Repubblica di Venezia e continuate sino al Novecento. Era pure una zona di transito commerciale: la località Passo è così chiamata perché un tempo vi erano attivi dei traghetti utilizzati per passare il canale Osellino e poi la Laguna, particolarmente frequentati un tempo dai contadini che si recavano a Venezia per vendere i propri prodotti. Questa situazione portò nell'Ottocento alla costruzione di un presidio doganale.
Tra il 1819 e il 1926 Campalto divenne frazione del comune di Favaro, quindi, soppresso quest'ultimo, fu integrata a Venezia.
Negli anni quaranta venne costruita via Orlanda, che collega Venezia a Tessera dove si congiungeva direttamente a via Triestina. In precedenza Campalto si sviluppava unicamente su via Gobbi e sul suo prolungamento via Passo e quindi era raggiungibile via terra solo da Favaro Veneto, venendo praticamente a rappresentarne il porto.
Della storia più antica di Campalto non si hanno notizie, ma è certo che in epoca romana di qui passasse la via Annia, che toccava anche la vicina Altino.
Le prime notizie certe si hanno a partire dall'epoca Carolingia, quando si formò un primo nucleo in concomitanza con lo sviluppo di Mestre e all'intensificarsi dei commerci fra Laguna e terraferma (nei pressi sorgeva il porto di Cavergnago). In effetti, il patrono San Michele era particolarmente caro ai Franchi.
Le cronache affermano che nell'829 a San Martino in Strata si fossero rifugiati alcuni Veneziani durante la congiura di Pietro Caroso, per poi tornare in città e scacciare l'usurpatore. Nel corso dell'invasione dell'890, gli Ungari si sarebbero accampati proprio nella zona di Campalto (da cui il toponimo Campi Ungareschi).
Dal punto di vista ecclesiastico, Campalto fu anticamente sottoposta alla diocesi di Altino ma, al momento del suo trasferimento a Torcello, passò sotto i vescovi trevigiani. In una bolla di papa Eugenio III, la chiesa risulta essere pieve matrice da cui dipendevano le cappelle di Cavergnago, Terzo e Tessera; tale organizzazione venne confermata dalle successive bolle di Lucio III (1184) e Urbano IV (1263).
La località subì in seguito una notevole decadenza, parallelamente all'abbandono del porto di Cavergnago, alle calamità naturali e all'intensificarsi dei conflitti. A conferma di ciò, la cappella di Cavergnago passò sotto la giurisdizione della pieve di Carpenedo, mentre Campalto risultò essere una semplice regula dipendente da Favaro. Nel 1470 la chiesa rendeva appena tre ducati, in una zona ingombrata dai boschi; poco dopo veniva totalmente abbandonata.
Con l'arrivo della Serenissima, fu istituita la podesteria di Mestre e Campalto risulta tra i villaggi ad essa sottoposti.
Tuttavia la famiglia Patrizia dei Morosini che possedevano tali luoghi sin da tempi antichi, decidevano di riedificare la chiesa ormai abbandonata.
Tra i documenti del 1503, in data 2 ottobre si trova la permissione del Legato Apostolico a Morosini di poter costruire ed edificare la Chiesa di San Martino di Strata e di averne lo Iuspatronato.
Il Legato apostolico Angelo Leonino, vescovo Triburtino, si rivolge al Parroco di San Moisè in Venezia, Cristoforo Rizzo, con questa bolla: “… La richiesta presentataci da parte del diletto a noi in Cristo Lorenzo Morosini, Patrizio Veneto, era di tal contenuto, ci fu in un luogo chiamato San Martino in Strata della Diocesi di Treviso una certa chiesa tuttora si vedono vetusti resti nelle terre che si trovano nel dominio dello stesso Lorenzo. Anzi queste stesse terre furono anche prima nel bene dei suoi avi da tempo, sul cui inizio non c'è alcuna memoria umana in contrario”. Così appare da pubbliche e antiche testimonianze e scritture. Lorenzo Morosini chiedeva questo: che “ per favore della religione cristiana e specialmente per pia devozioni verso il Beato Martino come per la salvezza dei suoi avi e di se stesso desiderava fondare una chiesa col titolo e nome dello stesso San Martino in una tenuta dei beni affidategli da Dio e costruirla nel medesimo luogo con una dotazione sufficiente: come meglio a sé e alla sua coscienza sarebbe sembrato fare…………. “ : Inoltre chiedeva umilmente di poter incaricare un rettore per mezzo dell'ordinario locale o qualche altro con tale potere. “Ci degnassimo cioè di concedere a Lui, agli eredi e ai successori il diritto e l'autorità dell'uspatronato sul rettore della stessa chiesa dopo che fosse stata edificata ?” Noi perciò udita la pia devota e ragionevole richiesta del suddetto Lorenzo Morosini stando così le cose, per l'autorità di Legato dateci dalla Santa sede Apostolica, t'affidiamo e incarichiamo se tutto ti sembra legittimo, e le singole premesse vere, di costruire ed edificare la chiesa col termine, titolo e nome di San Martino Vescovo e Confessore con campanile Sacristia e Cimitero, con i suoi onori e oneri che la detta chiesa, ora in rovina e prima della rovina, teneva, godeva ed usufruiva, oltre tutto ciò ti incarichiamo: di porre la prima pietra delle fondamenta e dopo che sia stata suoi successori l'Iuspatronato …………”.
Il venerdì 27 aprile 1505 avviene la posa della prima pietra per la nuova chiesa di San Martino in Strata fatta da Don Cristoforo Rizzo Parroco di San Moisè di Venezia, Cancelliere Ducale e commissario Apostolico.
Nel 1511 venne terminata e in quanto alle dimensioni risultò lunga 70 piedi e larga 31.
Benché la bolla del Legato Parlasse chiaro e la nuova parrocchia di Campalto avesse ottenuto diritti su Terzo e Tessera questi non vennero riconosciuti da Favaro che riteneva fossero codeste due filiali dipendenti da sé; così l'11 luglio 1510 Lorenzo Morosini presenta una supplica a Roma per l'abusivo esercizio di un certo Dal Negro, parroco di Favaro, che riscuoteva il quartese a San Martino di Campalto con danno della medesima Pieve.
Il 4 agosto 1511 abbiamo la sentenza del Legato Apostolico e il 9 ottobre il sopralluogo del Cancelliere vescovile di Treviso.
Per allora la questione fu definita in favore di Campalto, ma rinascerà ancora e si protrarrà a tutto il Settecento con episodi vivacissimi.
Il 10 maggio 1512 avviene la presa di possesso della nuova parrocchia da parte di don Giovanni Merlin. A lui succederà Dal Marsino dopo l'invasione imperiale della guerra di Cambrai. Il 2 luglio 1512 in seguito ad altri contrasti il delegato della Santa Sede scrive al Parroco di Favaro perché non faccia novità circa la questione con San Martino di Strata.
Tuttavia già nel 1513 abbiamo dei protesti per le rispettive pretese e giurisdizioni tra Don Giovanni Del Negro (Favaro) e Don Giacomo Merlino (Campalto) con casa Morosini iuspatronato. Nel 1514 alcune lettere a favore di don Merlino ci attestano le lotte con Francesco dei Rossi, parroco di Carpenedo (sul diritto di quartesar nel colmello di Cavergnaghi).
Tuttavia, benché nel 1543 avvenisse la consacrazione della chiesa da parte di mons. Egidio Falcetta Vescovo di Caorle, neanche 20 anni dopo risultava abbandonata e senza sacerdote.
Solo dopo il Concilio di Trento la situazione va stabilendosi. Sono frequenti le visite pastorali e le questioni con Favaro per via di Tessera e Terzo.
Riguardo a Terzo, nella visita pastorale del vescovo di Treviso il 24 giugno 1609 a Favaro il Parroco afferma di avere sotto di sé Sant'Elena di Tessera, le cui entrate vanno ai Certosini di Venezia.
Nella visita a San Martino in Strata il 26 giugno il parroco don Francesco Butticelli afferma di non aver benefici, né chiericati, ma solo legato dei Massari della scuola della Madonna. Non chiese né oratori.
Le entrate sono di denari 150 in quartesi; il vescovo Francesco Giustiniano ordina che sia dorata la chiavetta del tabernacolo.
Nella visita del 15 giugno 1688 Domenico Palesio dice che la chiesa non matrice ma filiale di Carpenedo, senza legati e chiese campestri, Carpenedo ha sotto di sé San Martino in Strata, Dese, Favaro, che si riuniscono nella sua chiesa al sabato Santo.
Il 18 luglio 1753 il notaio vescovile afferma che non vi è una precisa descrizione e delimitazione dei confini della Parrocchia di San Martino in Strata.
Don Rocco Belcavello durante la visita pastorale del 15 settembre 1753 dice che della bolla del Pontefice Lucio la chiesa di San Martino in Strata viene chiamata Matrice, ma non sa se le filiali erano chiese parrocchiali o campestri. Infatti nessuna chiesa riconosce come Matrice.
La più clamorosa questione con Favaro fu quella del 1763 inoltrata al Doge dal suo dinamico parroco il mestrino Belcavello, con l'appoggio dei patroni Morosini per togliere i Colmelli per sempre a Favaro.
Infatti il 15 marzo don Rocco si rivolge al Serenissimo Principe.
Il paese di Strata, detto volgarmente Campalto, aveva la chiesa parrocchiale di San Martino: nel secolo XV per le guerre e l'antichità la chiesa diroccò.
Favaro colse l'occasione per prendere cura di quella gente e riscuoterne i quartesi.
Dal 1503 i Morosini si impegnarono a riedificare la chiesa, sacristia, campanile, cimitero dotando anche di beni. Dai pubblici documenti del 1505 si decretò che si dessero tutti i diritti alla chiesa. Sorsero opposizioni da parte del parroco di Favaro. La causa passò dal Serenissimo stato alla Curia Romana, ma rimase sempre indecisa.
Don Rocco chiede allora che siano ripristinati i diritti e il Parroco possa quartesare anche nei Colmelli cioè Tessera, Terzo, Pagliaga e Pagliaghetta, che compongono la Parrocchia di san Martino di Strada.
Il 28 luglio 1771 quelli di Favaro scrivono al Doge. Riconoscono la validità della bolla del 1503 con tutte le conseguenze, ma si attaccano a questioni di convenienza e sentimento. Sono molti i secoli che le cose vanno così e nel materno grembo di Favaro gli abitanti dei Colmelli nacquero e le ossa dei defunti loro riposano. È meglio piuttosto rimuovere il memoriale e non fare un'alterazione dello stato della chiesa che porterà turbamento alle anime e disturberà la pubblica quiete. Il parroco Giovanni Battista Casarini chiede ciò per sé e i suoi successori. Però in quello stesso anno il Doge notifica al Parroco di Favaro la necessità di far passare Tessera, Terzo e Pagliaga a Campalto.
Allora si ricorre alle elezioni per conoscere la volontà degli abitanti interessati, costoro, tranne quattro voti, decisero di rimanere sottoposti a Favaro.
Allora nel gennaio 1772 quelli di Campalto affermano che il voler che resti autorizzata la sovversione dello stato antico originario della chiesa di Campalto è contrario ai diritti canonici ed offensivi alle cose decretate. Tuttavia, malgrado i diritti e i decreti e il ricorso al Cardinal Legato non furono vantaggiosi a Campalto: la situazione rimase inalterata sino ai tempi nostri quando Tessera smembrata anche da Favaro fu fatta Parrocchia.
Intanto il 28 agosto 1771 Giorgio Terzo di Lorenzo Morosini presenta una richiesta al Vescovo di Treviso per ottenere il titolo di Arcipretale per la Chiesa di San Martino in Strata citando i meriti della sua famiglia che ha riedificato due volte l'antichissima chiesa e le buone qualità del Parroco contemporaneo, assicurando che tale onore sarebbe stato anche per i Parroci futuri uno stimolo per una santa vita.
Lo stesso giorno il vescovo Paolo Giustiniano approva ed accorda il titolo richiesto per la chiesa di Campalto e pro tempore (per sempre) per i parroci.
Il 28 settembre 1777 la chiesa è riconosciuta riconsacrata dal medesimo Vescovo
Tempo dopo ci furono delle controversie con scritture al tribunale civile tra il parroco don Staino Donà e Zorzi III detto Lorenzo Morosini a causa di dieci campi in Villa di Rocco, distretto di Torcello.
Nemmeno le questioni con Favaro erano terminate: infatti il 30 gennaio 1813 l'arciprete di Campalto don Graziano Butta Calice scrive al delegato per il culto nel Circondario di Mestre don Domenico Monaco per ottenere il permesso di prodursi un giudizio ed esercitare le sue azioni giudiziarie per il recupero dei Colmelli spettanti alla sua parrocchia secondo la sacra promessa prestata solennemente al proprio vescovo nel giorno dell'investitura della parrocchia. Il delegato accorda il permesso avvertendolo però che tutto sarà a suo carico.
Viene così presentato un nuovo memoriale alla prefettura di Venezia che è un riepilogo chiaro di tutte le fasi e le prove a favore della vertenza sui Colmelli.
La chiesa, il campanile e la canonica ormai erano piuttosto diroccati o in rovina.
Per la restaurazione nacquero discussioni fra il Parroco e lo iuspatronato, (eredi Morosini) rifiutandosi quest'ultimo di prendersi l'onere di tale restauro.
Solo nel 1820 l'amministratore ecclesiastico dopo la fine dei Morosini avverte il parroco di aver dato gli ordini opportuni per il riattamento della casa canonica.
Nel XIX secolo ci furono dei contrasti tra i Parroci e degli stessi parrocchiani a causa spesso dei contemporanei fatti e rivolgimenti politici. Infatti tutti i parroci di questo periodo furono quasi oggetto di odio da parte degli stessi parrocchiani.
Nel corso dei secoli si introdussero nella chiesa di Campalto le devozioni a San Antonio e alla Madonna del Rosario e Assunta.
Soltanto il 15 maggio 1927 la parrocchia di Campalto assieme ad altre dieci parrocchie passerà al patriarcato di Venezia.
Tra le ultime opere fu costruito e benedetto nel 1951 l'attuale asilo retto dalle Suore della Sacra Famiglia per opera di don Mario Ferrarese che gli donò tutto il suo impulso.
Abitanti nel tempo:
anno 1335 - abitanti n°  240
anno 1725 - abitanti n°  325
anno 1898 - abitanti n°  900
anno 1927 - abitanti n° 1800
anno 1960 - abitanti n° 5000
anno 1970 - abitanti n°12000
anno 1980 - abitanti n°13500
anno 2000 - abitanti n°12500
anno 2010 - abitanti n° 7500
Campalto in breve
- Anno 825 Primi insediamenti, in baracche palafitte, spelonche,.
Documenti del Mulinelli
- Anno 1000 Nome storico San Martino in Stata detto Campo Alto
Documenti del Mulinelli
- Anno …… 1º decadenza
Diocesi di Altino e di Torcello
- Anno 1152 Formazione della Parrocchia Bolla Papale di Eugenio III a Bonifacio
Vescovo di Treviso. 
Documenti vaticani e archivio diocesi Treviso
- Anno 1184 1º ottobre Bolla Papale di Lucio III. (conferma la parrocchia)
Documenti vaticani e archivio diocesi Treviso
- Anno 1263 Bolla Papale di Urbano IV. (conferma la parrocchia)
Documenti vaticani e archivio diocesi Treviso
- Anno 1334 Nella guerra contro i turchi il Papa Pio VI impone una decima al Parroco Domenico.
Documenti archivio diocesi Treviso
- Anno 1335 Campalto contava circa 240 abitanti (Pescatori, boscaioli, fuoriusciti)
Documenti archivio diocesi Treviso
- Anno 1352 1º Catastico delle strade è collocata alle dipendenze di Mestre e Mogliano.
Documenti archivio diocesi Treviso
- Anno 1400 2º decadenza per le guerre di Ezzelino devastazioni e alluvioni.
1470 La chiesa e detta “posta nei boschi che ingombrano la zona” con un valore di
appena 3 ducati.
1475 La famiglia Patrizia del Morosini, decideva di riedificare la chiesa ormai abbandonata. Documenti archivio diocesi Treviso e Archivio Mestrino
- Anno 1503 2 ottobre concessione permessi dal Legato Apostolico a Famiglia Morosini di costruire la chiesa e di tenervi lo Ius-Patronato.
- Anno 1505 27 aprile posa della prima pietra della chiesa di San Martino sui ruderi
dell'antica cappella dei Morosini.
- Anno 1511 Terminati i lavori – dimensioni 70 Piedi di Lunghezza e 31 di larghezza.
- Anno 1512 10 maggio presa di possesso del Nuovo Parroco Don Giovanni Merlin
- Anno 1543 Monsignor Falcetta Vescovo di Caorle riconsacra la chiesa ma 20 anni dopo
risulta abbandonata e senza sacerdote.
Documenti archivio diocesi Treviso / Venezia / Caorle e Archivio Mestrino
- Anno …… 3º decadenza
- Anno 1771 28 agosto Giorgio Terso di Lorenzo Morosini presenta la richiesta al Vescovo
di Treviso per ottenere il titolo di Arcipretale per la Chiesa di san martino il
Vescovo Monsignor Gioustiniano approva accorda il titolo pro Tempore anche per i Parroci futuri.
Documenti archivio diocesi Treviso
- Anno 1813 Chiesa Canonica e campanile erano ormai diroccati in rovina, i Morosini
si dissociano dall'impegno
- Anno 1820 L'amministrazione Ecclesiastica avverte l'Arciprete di aver dato ordini di riattivazione
Documenti archivio diocesi Treviso Archivio Mestrino
XIX secolo Per tutto il secolo ci fu una vera lotta tra i Parroci di quel tempo e i
parrocchiani a causa di fatti e sconvolgimenti politici. Infatti tutti i Parroci furono oggetto di quasi vero odio con i Parrocchiani. Anche per questo si introdussero nella fede dei parrocchiani di Campalto la pia devozione a San Antonio e alla Madonna del Rosario e Assunta
Documenti archivio diocesi Treviso / Venezia, Archivio Mestrino
- Anno 1927 il 15 maggio la Parrocchia di Campalto e altre 10 di Mestre passeranno dalla
diocesi di Treviso all'antichissima diocesi Patriarcale di Venezia
Documenti archivio diocesi Treviso / Venezia
- Anno 1934 Viene costruita la sala del Teatro da Don Primo Massarin Arciprete
- Anno 1951 Viene costruito il nuovo asilo diretto da Don Mario Ferrarese Arciprete (asilo S. Antonio)

## Luoghi d'interesse culturale

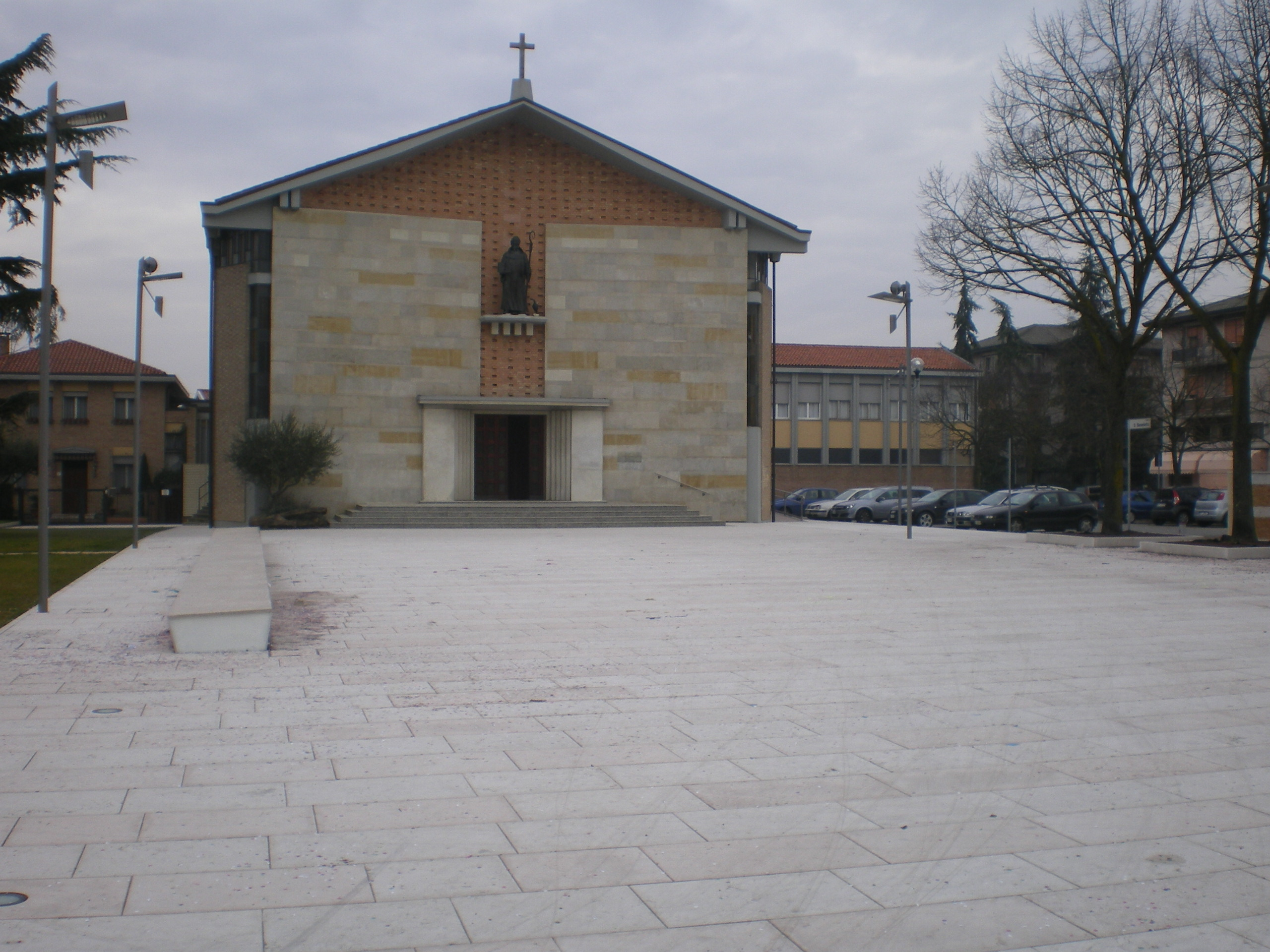
Piazza San Benedetto con l'omonima chiesa a Campalto

La presenza della civiltà romana dovette essere molto forte poiché l'attuale via Orlanda ricalca il percorso dell'antica via Annia che collegava Adria ad Altino.
La vecchia parrocchiale, intitolata San Martino, è l'edificio più antico del paese. Fu completata nel 1511 dal patrizio Lorenzo Morosini, a cui appartenevano i terreni limitrofi, e sorse sulle rovine di un precedente edificio (la pieve venne citata già nell'827). Come tutte le altre parrocchie del territorio mestrino, fu da sempre compresa nella diocesi di Treviso sino al 1927, anno in cui passò al patriarcato di Venezia (vicariato di Favaro-Altino).
Oggi il luogo di culto principale è però la più ampia chiesa di San Benedetto, inaugurata nel 1972.

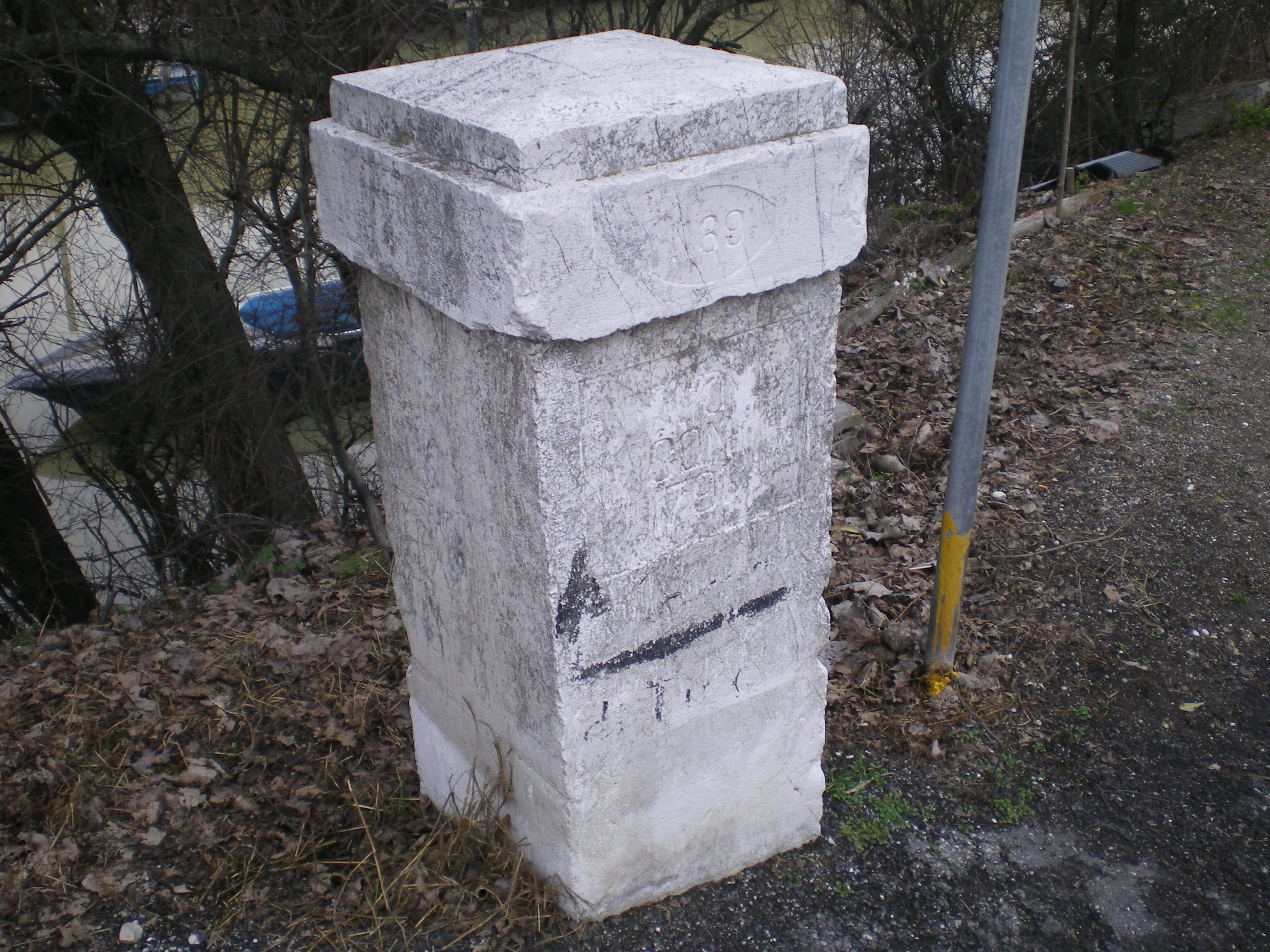
Il cippo numero 69 della conterminazione lagunare a Campalto (Passo)

Presso il ponte si trova ancora uno dei centoventotto cippi (datato 1791 e segnato con il numero 69) che segnavano il perimetro di conterminazione della Laguna. Al fine di preservare gli equilibri di quest'ultima, la Serenissima vietava qualsiasi opera agricola, edilizia o simile oltre tale limite.
È stata recentemente inaugurata nella zona una nuova porzione del Bosco di Mestre, denominata "Bosco di Campalto", per un totale di 6,7 ettari. La nuova area verde, che si trova su un terreno de La Immobiliare Veneziana, è stata progettata dall'architetto paesaggista Andreas Kipar.
In via Orlanda è situata la chiesa copta di Campalto, la più grande cattedrale italiana della Chiesa copta ortodossa.

## Infrastrutture e trasporti
ACTV fornisce i collegamenti con le varie zone dell'area urbana della terraferma, con Venezia e con l'aeroporto Marco Polo con riferimento al citato ultimo tratto, vedi la linea 5 (denominata Aerobus) che collega lo scalo aereo veneziano a Venezia-Piazzale Roma e viceversa, con cadenza di ogni 15 minuti in quasi tutto l'arco della giornata.

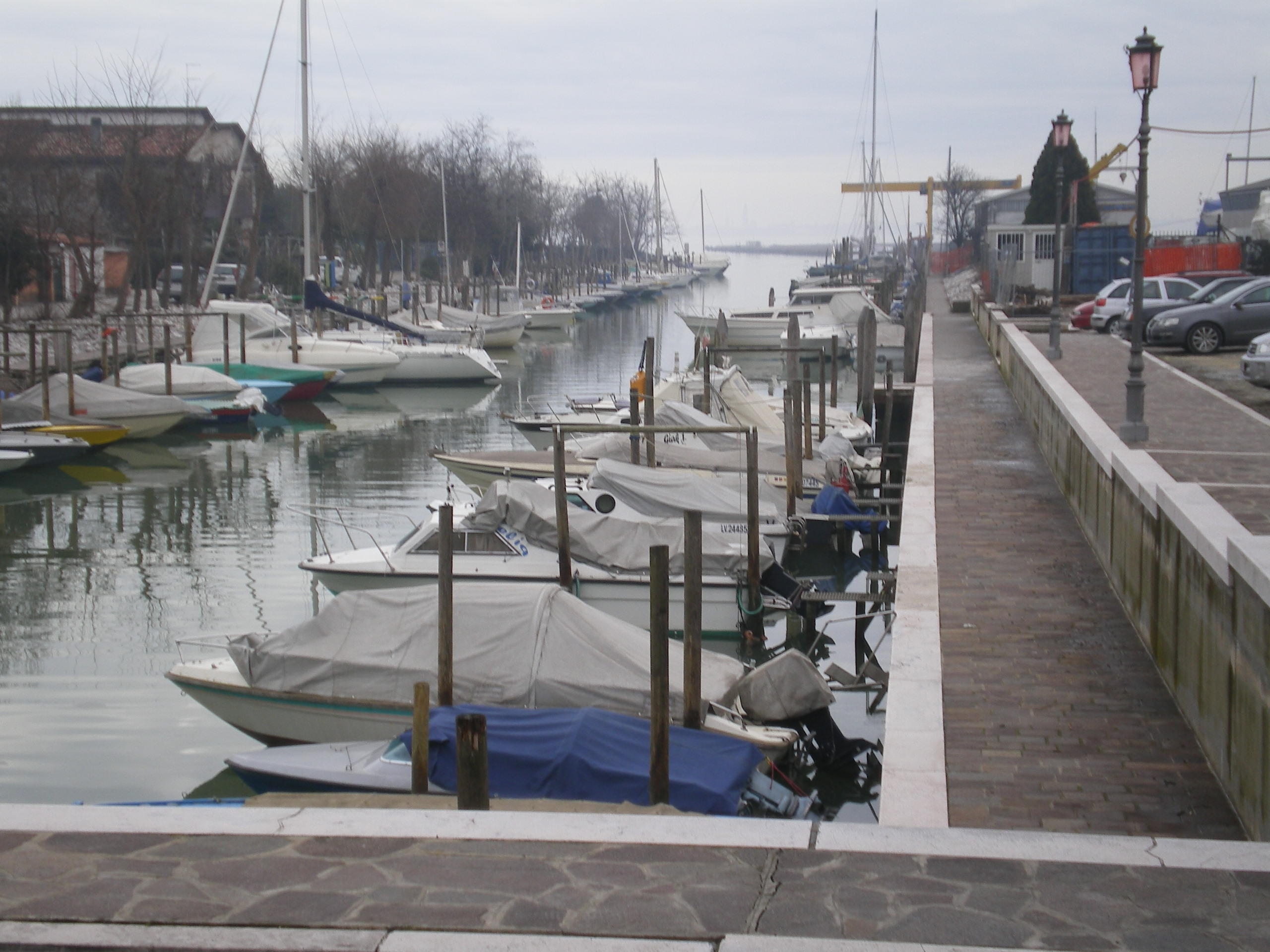
Il porticciolo di Passo Campalto. Sullo sfondo si intravede Venezia

Inoltre transitano per Campalto tutte le linee della società ATVO che collegano Venezia alle principali località del Veneto Orientale.
Fino agli anni trenta era attiva anche una linea di vaporetti che garantiva un collegamento diretto per il centro storico.
Il 16 luglio 2020 è stata inaugurata la bretella di Campalto, un by-pass stradale a nord del centro cittadino che devia il traffico leggero e pesante, fino ad allora passante per il paese, proveniente da Venezia, Mestre e diretto all'Aeroporto Marco Polo come anche dalla direzione inversa.